# 1163 Saga
1163 Saga är en asteroid i huvudbältet som upptäcktes den 20 januari 1930 av den tyske astronomen Karl Wilhelm Reinmuth. Asteroidens preliminära beteckning var 1930 BA. Den fick senare namn efter den litterära genren saga, förmodligen med konnotationen isländsk saga.
Sagas senaste periheliepassage skedde den 5 september 2019. Asteroidens rotationstid har beräknats till 9,37 timmar.